# Agios Efstratios
Agios Efstratios (Grieks officieel: Δήμος Αγίου Ευστρατίου; Nederlands: Hagiostrati-eiland) is een Grieks eiland en gemeente (dimos) in het noordelijk deel van de Egeïsche Zee.
Bestuurlijk hoorde het eiland tot einde 2010 tot het departement (nomos) Lesbos. Vanaf 2011 vormt de pas opgerichte gemeente, samen met de gemeente Limnos, de regionale eenheid (periferiaki enotita) Limnos in de bestuurlijke regio (periferia) Noord-Egeïsche Eilanden (Voreio Aigaio).
De gemeente bestaat uit drie eilanden: Agios Efstratios, Agioi Apostoloi en Roumpos

## Trivia
Agios Efstratios heeft als voorbeeld gediend voor het eiland Stratis in het militair simulatiespel Arma 3.